# Дерев'янко Павло Сергійович
Дерев'янко Павло Сергійович (нар. 15 листопада 1988, Біла Церква, УРСР) — український письменник, військовослужбовець 12-ї бригади спеціального призначення «АЗОВ» Національної Гвардії України.

## Біографія
У 2005 році закінчив навчання у Білоцерківському навчально-виховному об'єднанні «ЛІЦЕЙ — Мала Академія Наук».
У 2009 році отримав диплом бакалавра за фахом перекладача арабської мови. Протягом 15 років працював у ІТ.
У 2024 році долучився до лав бригади «АЗОВ». Учасник бойових дій на Нью-Йоркському напрямі.

## Творчість
29 жовтня 2013 року самостійно видав роман «Крук» в пʼятидесяти примірниках, які роздав родичам, друзям і колегам.
Дебютував у 2019 році з першою частиною трилогії у жанрі темного фентезі «Літопис Сірого Ордену» — «Аркан вовків». У 2020 році вийшла друком друга книга трилогії — «Тенета війни». У грудні 2022 року світ побачила заключна книга трилогії під назвою «Пісня дібров». Усі три книги випустило видавництво «Дім химер». У серпні 2023 року Павло оголосив про розрив авторських угод через дії співвласника видавництва Влада Сорда. В грудні 2024 року на офіційній сторінці Facebook Павло Дерев'янко підтвердив інформацію про перевидання серії «Літопис Сірого Ордену» у видавництві Старого Лева з редактурою Івана Андрусяка, ілюстраціями Оксани Сіненко, а також електронною й аудіо версіями. Випуск книги «Аркан вовків» на видавництві Старого Лева запланований на 20 травня 2025 року.
У 2022 році «Аркан вовків» отримав нагороду The Chrysalis Award від Європейського товариства наукової фантастики за найкращий дебют.
У червні 2023 року оповідання «Дрібка блаженства» було видано польською мовою у журналі Nowa Fantastyka.
У 2024 році вийшло два оповідання Павла: «Допоки морок не поглинув його» у збірці «Бабай: Нічний Сеанс» (видавництво Жупанського) і «Дрібка блаженства» у збірці «Змієві вали. Антологія української фантастики ХІХ-XXI століть» (Vivat).